# The Question (album)
Pour les articles homonymes, voir La Question.
Albums de Emery
The Weak's End
(2004) I'm Only A Man
(2007)
The Question est le deuxième album d'Emery. La "question" dont parle le titre est probablement ce qui est imprimé au dos de la pochette plastique de l'album, "Where were you when I was..."  Les titres des chansons complètent la question (exemple "Where were you when I was in a lose, lose situation?" or "Where were you when I was so cold I could see my breath?").
Le 21 novembre 2006 Emery ressort l'album The Question, en y incluant un DVD, cinq versions acoustiques d'enregistrements plus anciens et deux nouvelleschansons en démo, produites par Matt Carter. Le DVD comprend un film documentaire consacré à Emery, des extraits live et des bonus.

## Liste des titres
Where were you when I was...
1. "So Cold I Could See My Breath" – 3:31
2. "Playing with Fire" – 3:51
3. "Returning the Smile You Have Had from the Start" – 3:04
4. "Studying Politics" – 3:30
5. "Left with Alibis and Lying Eyes" – 3:22
6. "Listening to Freddie Mercury" – 2:42
7. "The Weakest" – 4:04
8. "Miss Behavin'" – 3:17
9. "In Between 4th and 2nd Street" – 0:32
10. "The Terrible Secret" – 3:28
11. "In a Lose, Lose Situation" – 3:56
12. "In a Win, Win Situation" – 5:29

Chansons bonus de l'édition Deluxe
1. "Playing with Fire (Acoustic)" – 4:18
2. "The Ponytail Parades (Acoustic)" – 4:21
3. "Walls (Acoustic)" – 3:55
4. "Fractions (Acoustic)" – 4:46
5. "Studying Politics (Acoustic)" – 3:37
6. "Death to Inconvenience (Demo)" – 3:50
7. "ThoughtLife (Demo)" – 4:00

## Intervenants

### Emery is...
- Toby Morrell - Chant, Guitare
- Devin Shelton - Chant, Guitare
- Matt Carter - Guitare
- Joel "Chopper" Green - Basse
- Josh Head - Chant, Clavier
- Dave Powell - Batterie, Percussion

### Credits
- Produced and Recorded by Aaron Sprinkle at Compound Recording, Seattle
- Mixed by JR McNeely at Compound Recording, Seattle
  - Except "Studying Politics" & "The Terrible Secret" Mixed by Randy Staub at the Warehouse Vancouver, BC
- Mastered by Troy Glessmer at Spectre Studios, South, Assistance Engineer Aaron Lipinski
- Drum tech: Aaron Mlasko
- Additional keys and programming by Aaron Sprinkle
- Additional vocals by Melanie Studley
- Executive Producer: Brandon Ebel
- A&R: Jonathan Dunn
- Worldwide Representation by: Dave Taylor & Larry Mazer for ESU Management
- Art direction: Invisible Creature & Emery
- Design: Ryan Clark for Invisible Creature
- Photography by Jerad Knudson

Deluxe Edition only
- Tracks 13-19 Produced by Matt Cater & Mixed by Zach Hodges
  - Except "Fractions (Acoustic)" & "Walls (Acoustic)" Mixed by David Bandesh
- Mixed by T-roy for Spectre Studios